# Pepão de Bolonha
Pepo ou Pepão de Bologna (Pepus ou Pepo, em latim) foi um jurisconsulto italiano do séc. XI que se tornou o primeiro professor de direito na Universidade de Bolonha. Ele é o responsável por iniciar o estudo das compilações feitas por Justiniano que diziam respeito ao direito romano, o que incluía o estudo do Codex, das Institutas e do Digesto.

## Biografia
Pepão é designado como "advogado" (causidicus) em 1072, e como doutor em direito (legis doctor) no Plácito de Márturi em 1076. Predecessor de Irnério, professores posteriores da Universidade de Bologna, como Azão e Odofredo, referem-se a ele como iniciador do estudo do direito romano naquela cidade. Segundo Azão, ele teria obtido fama bem menor que Irnério por não ter deixado nenhuma obra escrita. Sua carreira está ligada à redescoberta, na Itália, do Digesto - uma compilação, levada a cabo por Justiniano, de resoluções de casos, aforismas e definições dos juristas romanos - e que hoje é tida como uma das partes constitutivas do Corpus Juris Civilis. O Digesto, citado pela última fez pelo Papa Gregório I em 603, será redescoberto pela primeira vez na documentação ligada ao Plácito de Márturi (atual Poggibonsi) em março de 1076, no qual Pepão atuou como legis doctor. Na documentação, faz-se a certa opinião de Ulpiano. Esta redescoberta está ligada às pesquisas levadas a cabo pelos clérigos da época com o objetivo de assegurar a reforma gregoriana da Igreja Católica.
Por mais que pareça ter sido esquecido em Bolonha pelas gerações seguintes, Pepão gozou de renome duradouro em outras partes do Ocidente. Assim, Raoul le Noir, escrevendo em Paris, por volta de 1180, um tratado intitulado Moralia regum, cita por diversas vezes o célebre Pepão na qualidade de iniciador da redescoberta do direito romano no Ocidente. Este autor faz referência a um episódio eloquente: à época de um julgamento havido na Lombardia entre 1081 e 1084 pelo imperador Henrique IV, Pepão tomou lugar junto ao soberano. Quando iria a julgamento um caso de morte de servo, que seria resolvido com base no Édito de Rotário - código de leis dos antigos lombardos que previa, segundo o costume germânico, uma tabela de penas pecuniárias para estes casos -, Pepão intervém denunciando como era contrário ao direito natural a condenação em pena pecuniária em caso de homicídio. Pepão pede que, mesmo no caso da morte de um servo, a Lei de Talião seja aplicada, em que acede o Imperador. Raoul le Noir vê nisso um claro modelo de substituição do direito bárbaro pelo romano, ainda que a Lei de Talião venha sobretudo do Antigo Testamento e de teólogos cristãos como Isidoro de Sevilha. Pepão surge, neste caso, como um dos canonistas-teólogos militantes da reforma gregoriana, que combatiam a aplicação de leis de origem germânica, assimilando o direito natural à lei mosaica. É possível que Pepão tivesse profundas relações com a Igreja. Há até mesmo a hipótese de após esse julgamento, em 1085, ele tenha sido nomeado pelo Imperador bispo cismático de Bolonha.